# Rim-Sin I
Rim-Sin I, Rimsin I (1822–1763 p.n.e. według chronologii średniej) – król Larsy, syn Kudur-Mabuka, brat i następca Warad-Sina. Rozszerzył królestwo Larsy na całą południową Babilonię, odbijając w pierwszej połowie swego panowania z rąk Babilończyków m.in. Isin i Uruk. Do klęski w 1763 r. p.n.e. główny przeciwnik Hammurabiego w walce o hegemonię w Babilonii.

Mapa Babilonii w czasach Hammurabiego i Rim-Sina I.

## Pierwsze lata panowania
Przez pierwsze kilka lat panowania w jego imieniu władzę sprawował jego ojciec Kudur-Mabuk, przywódca amoryckiego plemienia Emutbal (Jautbal) z zachodniej części Elamu, który po walkach z miastami Isin i Kazallum oraz po odsunięciu od władzy dynastii amoryckiej przejął władzę nad Larsa. Na tronie posadził dwóch swoich synów Rim-Sina i Warad-Sina, którzy zgodnie z tradycją dynastyczną sumeryjsko-akadyjską przyjęli imiona związane z kultem boga księżyca Sina. 
Władzę Rim-Sin przejął po śmierci ojca. Jego wrogami były królestwa Uruk i Isin, z którymi rywalizował o kontrolę nad szlakami handlowymi i systemem irygacyjnym dolnego biegu Eufratu, co miało kluczowe znaczenie dla politycznej i ekonomicznej kontroli środkowego i południowego Babilonu.

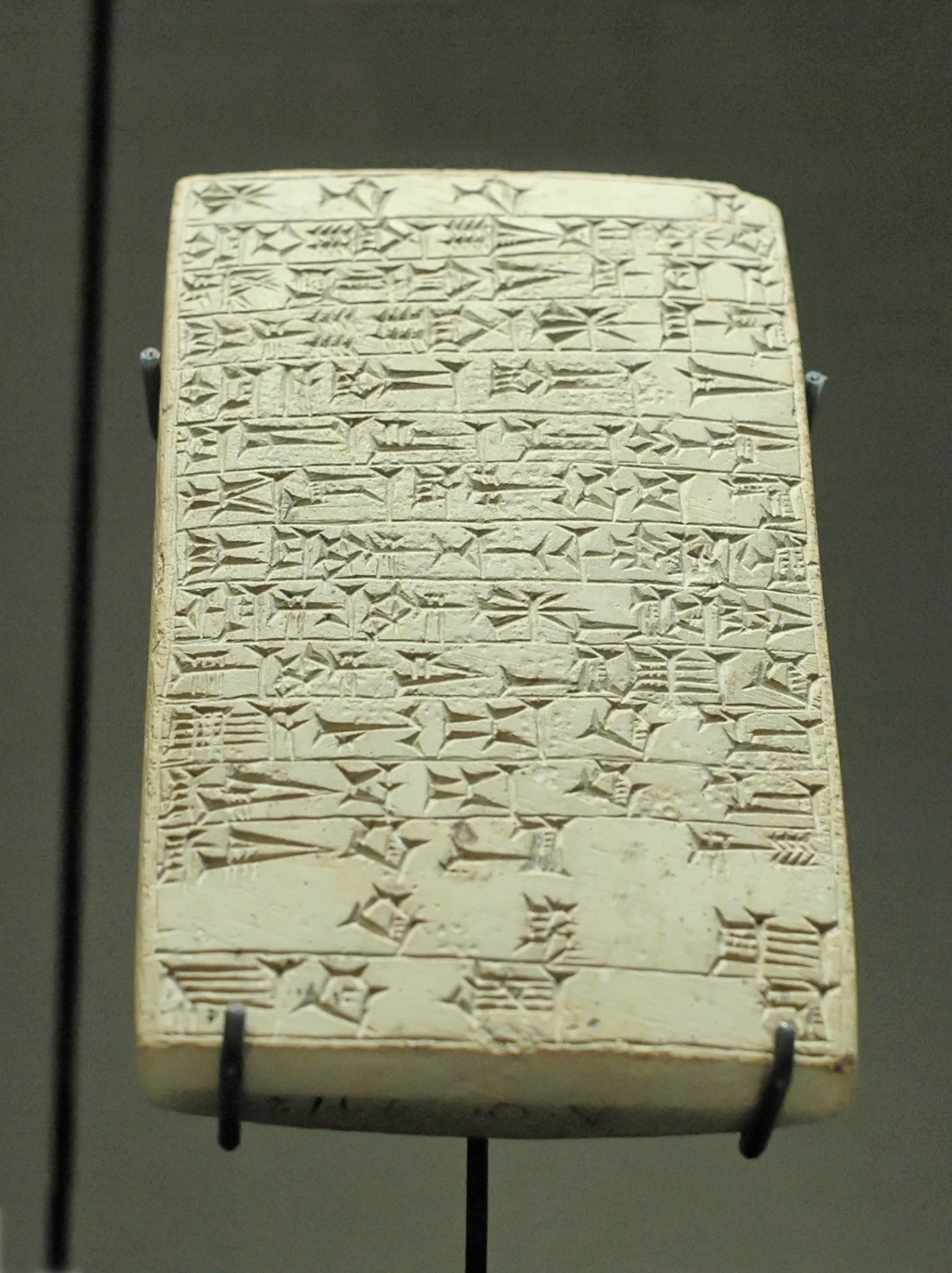
Tabliczka fundacyjna świątyni bogini Nanai w Larsie z inskrypcją Kudur-Mabuka i Rim-Sina I (ok. 1820 r. p.n.e.); zbiory Luwru (AO 4412)

## Okres podbojów
W 1808 roku p.n.e. Rim-Sin I pokonał koalicję miast Isin, Uruk, Rapiqum i Babilonu. W roku 1802 p.n.e. podbił terytorium Uruk i Kisurrę, dzięki czemu przejął kontrolę nad południową Babilonią oraz zdobył miasto Der, ustanawiając je wschodnią granicą swojego królestwa. Po tych sukcesach Rim-Sin I skierował swoje wojska na państwo Isin, które ostatecznie zdobył w 1793 roku p.n.e. Zwycięstwo to uczyniło z niego jednego z głównych pretendentów do objęcia pozycji hegemona w całym regionie. Wymienia go słynny list pochodzący z archiwum w Mari:
„Nie ma króla, który by sam jeden był najsilniejszy. Dziesięciu lub piętnastu królów idzie za Hammurabim, panem Babilonu. Tyle samo idzie za Rim-Sinem, panem Larsy, tyle samo za Ibal-pi-Elem z Esznunny, tyle samo za Amut-pi-Elem z Qatny, a dwudziestu idzie za Jarim-Limem z Jamhadu”
Po zawiązaniu sprzymierza Babilonu z państwami Esznunna i Mari wybuchły nowe walki, w wyniku których Babilon zajął Isin i Uruk, a w 1764 roku p.n.e. rozbił sprzymierzone wojska Larsy – Elamu, Esznunny i Gutejczyków. Po pokonaniu wojsk Rim-Sina jego dalsze losy są nieznane. Jego imię przetrwało jednakże w świadomości ludności i za czasów Samsu-iluny, syna Hammurabiego, inny władca o imieniu Rim-Sin (Rim-Sin II) ogłosił się królem Larsy i wzniecił powstanie w południowej Babilonii, które po pięciu latach zakończyło się jednak klęską.

## Polityka wewnętrzna
Rim-Sin był kontynuatorem systemu gospodarczego istniejącego jeszcze w czasach III dynastii z Ur, rozwijając państwowy sektor gospodarczy, podporządkowując go władzy królewskiej i jej administracji i minimalizując znaczenie majątków prywatnych powstałych na przełomie XX i XIX wieku p.n.e. Z rozwiązań tych korzystał późniejszy władca Hammurabi.